# Francisco Ou

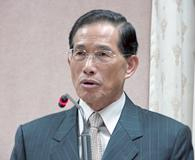
Francisco Hung-lien Ou (2009)

Francisco Hung-lien Ou (chinesisch 歐鴻鍊 / 欧鸿炼, Pinyin Oū Hóngliàn, W.-G. Oū Húng-lièn; * 5. Januar 1940 in Hsinchu, Japanisches Kaiserreich; † 30. Oktober 2021) war ein taiwanischer Politiker.
Ou studierte an der Chengchi-Nationaluniversität in Taipeh. Er wurde am 20. Mai 2009 als Nachfolger von James C. F. Huang Außenminister von Taiwan. Seine Nachfolge in diesem Amt trat im September 2009 Timothy Yang an.